# Фиораванти, Аристотель

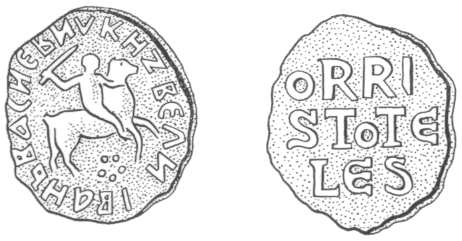
Монета, предположительно отчеканенная Фиораванти. Между 1475—1483. На оборотной стороне денги латинская надпись готическим шрифтом oRRISToTELES, которую некоторые исследователи связывают с именем Аристотеля Фиораванти. Они отмечают изображение цветка под ногами коня, как «говорящий» символ, передающий дословно его фамилию «цветок, гонимый ветром».

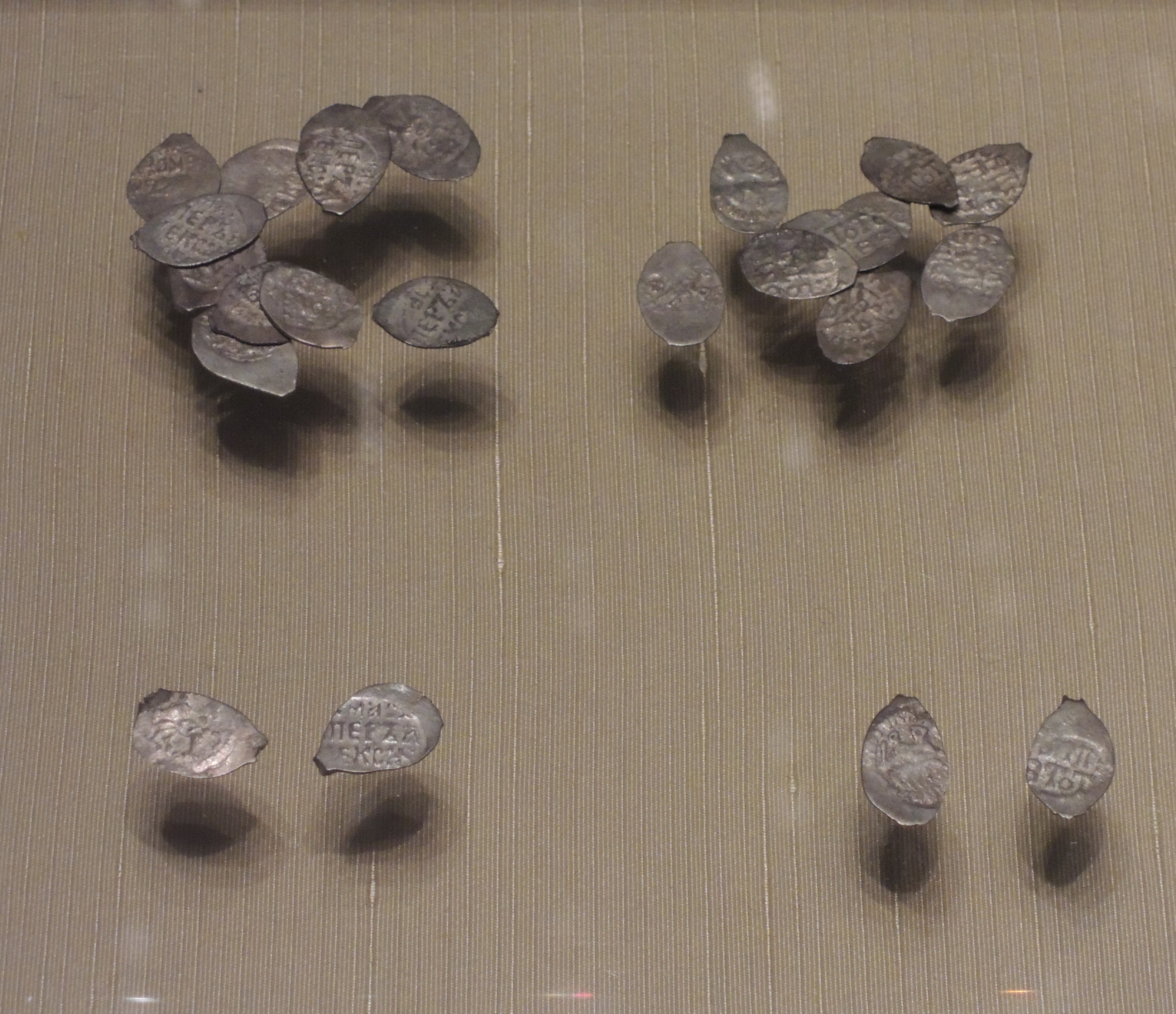
То же (на фото внизу)

Ридольфо Аристо́тель Фиорава́нти (Фьораванти, Фиеравенти, Фиораванте, итал. Ridolfo Aristotele Fioravanti, около 1415, Болонья — не ранее 1486, Русское государство) — итальянский архитектор, инженер. В 1475 году прибыл в Россию. Построил Успенский собор в Московском Кремле (1475—1479), участвовал в походах на Новгород (1477 — 1478), Казань (1482) и Тверь (1485) как начальник артиллерии и военный инженер.

## Биография
Родом из итальянского города Болонья, из семьи потомственных архитекторов, упоминания о которых встречаются в хрониках города с середины XIV века. Отцу Аристотеля, Рудольфо Фиораванти, приписываются такие значительные работы, как перестройка Палаццо Коммунале (Дворца Общины) после пожара и укрепление башни Аринго над дворцом дель-Подеста (Болонского Муниципалитета).
Сам Аристотель Фиораванти впервые упоминается в хронике Болоньи в 1436 году, когда он и литейщик Гаспар Нади отлили колокол для городской башни Аринго и подняли его туда. Следующий колокол в 1453 году отлили те же мастера и подняли наверх при помощи специального подъемного устройства, разработанного Фиораванти, который был не только архитектором, но и инженером.

### Работа в Италии

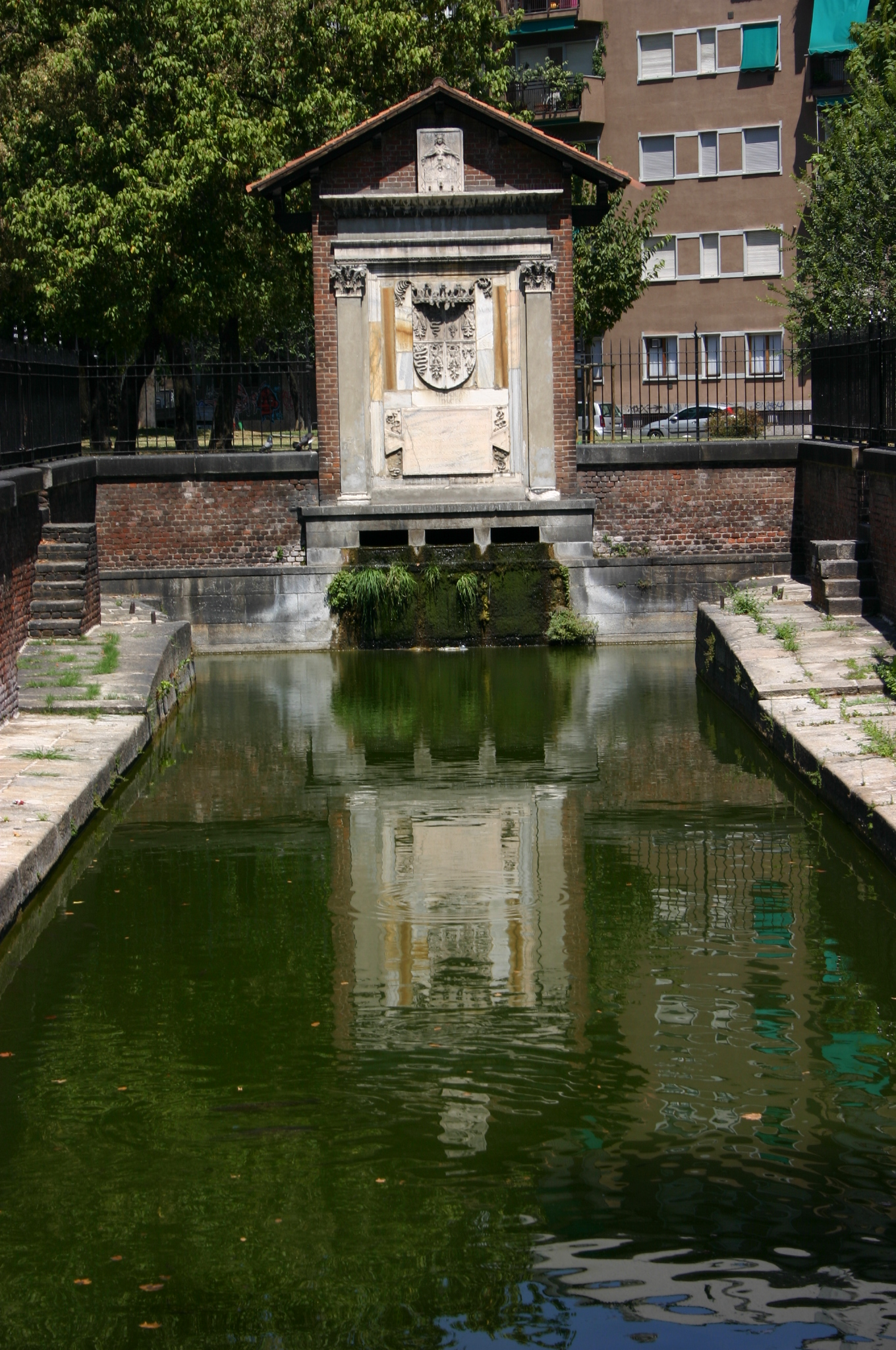
Шлюз Виаренна в Милане, построенный по проекту Фиораванти. 1439 год.

Карьера Аристотеля началась блестяще. С 1447 года он продолжал работы отца, трудясь вместе с дядей-архитектором над рядом сложных инженерно-строительных проектов.
В августе 1455 года под руководством Фиораванти было произведено первое документально засвидетельствованное перемещение здания: 24-метровая колокольня делла Маджоне (снесена в 1825 году) при церкви Санта Мария Маджоре в Болонье была за несколько дней передвинута на 13 метров, чтобы освободить место для строительства нового здания городской администрации. За это городской совет Болоньи присвоил ему звание старшины ложи каменщиков родного города и назначил пожизненное обеспечение. В сентябре того же года Фиораванти выпрямил колокольню Сан Бьяджо в городе Ченто, а в декабре — башню при церкви Сан Микеле Арканджело в Венеции (последняя, впрочем, почти сразу же рухнула из-за слабости грунта на близлежащий монастырь Сан Стефано, задавив нескольких человек; после этого Фиораванти спешно покинул Венецию и больше не возвращался в этот город).
В 1458 году он отреставрировал древний мост в Павии, а в 1459 — 1460 гг. устроил Пармский канал. С 1458 года находился на службе у Миланского герцога Франческо Сфорца, и вернулся в Болонью только в 1464 году. В это время Аристотель был востребован преимущественно как инженер, так как в городах северной части Италии (в том числе в Милане, важном военном и политическом центре) требовались именно эти навыки. В Милане он работал с известным архитектором Антонио ди Пьетро Аверулино по прозванию Филарете, автором бронзовых дверей собора Святого Петра в Риме. Филарете в трактате об архитектуре несколько раз с большой похвалой отзывался о Фиораванти.
Вскоре после возвращения в родной город, в 1465 году Фиораванти был приглашён ко двору венгерского короля Матьяша Корвина, но городская ложа каменщиков отпустила его в Венгрию только в 1467 году. При дворе венгерского короля Аристотель строит в основном мосты через Дунай.
По словам С. С. Подъяпольского, «деятельность Аристотеля в Италии — это деятельность не архитектора (возможно, за некоторыми исключениями), а инженера, причём инженера выдающегося, осуществившего ряд смелых технических решений, намного опередивших практику того времени. Как прославленного инженера его приглашали во многие города для решения самых трудных задач — в Венецию, Флоренцию, Мантую, Рим, Неаполь».

### Работа в Русском государстве

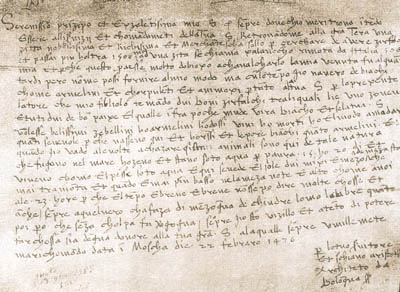
Письмо Фиораванти миланскому герцогу Галеаццо Мария Сфорца от 22 февраля 1476 года, написанное в Москве

По возвращении в Италию Фиораванти работает в Риме и Болонье, и в 1473 году случается событие, вероятно, подтолкнувшее архитектора к отъезду на Русь: в июне 1473 года Аристотель Фиораванти был неожиданно арестован и обвинён в сбыте фальшивых монет, за что его лишили всех имевшихся привилегий. Обвинение оказалось ложным, и в 1474 году состоялась встреча его с русским послом Семёном Толбузиным, присланным в Италию на поиски архитектора для работы в Москве.
Ивану III срочно необходим был опытный и талантливый архитектор, так как в 1474 году в Московском Кремле произошла катастрофа — рухнул почти достроенный новый Успенский собор. Псковские мастера, осматривавшие обрушившееся здание, сделали вывод, что «известь не клеевита да камень не тверд», но сами за постройку нового собора не взялись, и Семён Толбузин был по совету Софьи Палеолог немедленно отправлен в Италию за подходящим специалистом.
Вероятно, встреча Фиораванти с Толбузиным состоялась в Риме, и после подписания контракта в 1475 году шестидесятилетний архитектор с сыном Андреа и слугой Пьетро в составе посольства отправился в Московское княжество.

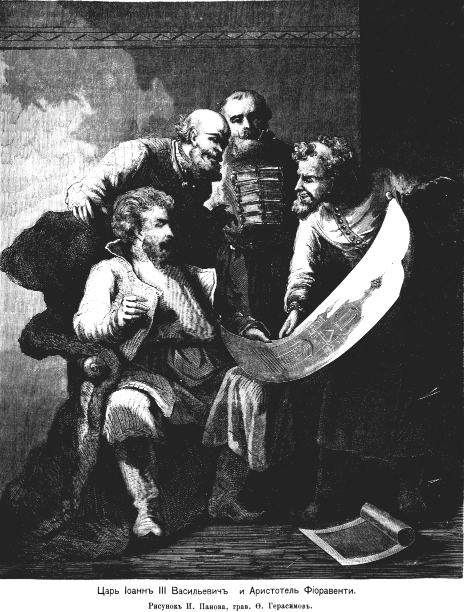
Иван III Великий и Аристотель Фиораванти

О прибытии итальянского архитектора в Москву свидетельствует "Первая Софийская летопись", где значится, что он приехал «на Велик день» (на Пасху), и не один, а «взят же с собою тот Аристотель сына своего Андреем зовут, да паробка, Петрушею зовут».
Работа Аристотеля Фиораванти в Москве началась с разборки развалин Успенского собора Мышкина и Кривцова.

#### Строительство Успенского собора

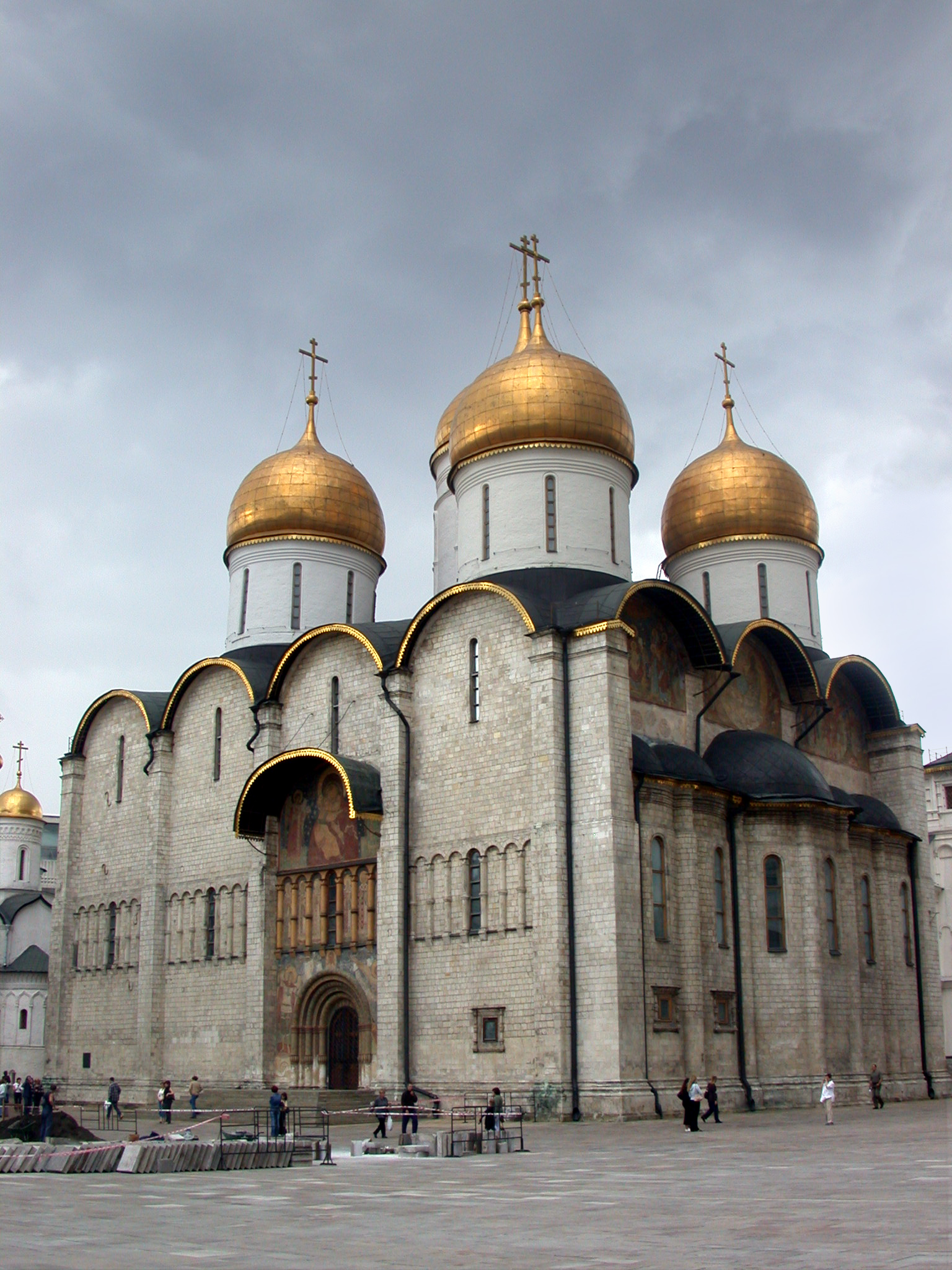
Успенский собор в московском Кремле

Для возведения нового собора необходим был материал — белый камень, кроме оставшегося от разрушившегося храма. Древние разработки белого камня в Мячкове под Москвой были сочтены пригодными, и оттуда Аристотель начал получать материал. Кроме того, нужен был кирпич. Тот, что делали прежде, был плохого качества и фактически представлял собой древнюю плинфу, поэтому Фиораванти предварительно, до начала стройки, поставил кирпичный завод у Андроникова монастыря на берегу Москвы-реки; кирпич этого завода был качественнее старого и имел единый стандарт.
Фундамент Успенского собора был заложен на глубине двух саженей (то есть около 4,5 м), и предварительно в грунт были вбиты дубовые сваи, что для московского строительства было новшеством.
С. В. Заграевский показывал, что основной инженерной идеей А. Фиораванти при возведении Успенского собора было включение в каменную технику кирпичных элементов (сводов, столпов, барабанов, восточной стены над алтарными апсидами) таким образом, что в целом постройка сохранила «белокаменный» облик. Впервые в русской архитектуре появились и крестовые своды толщиной в один кирпич, и металлические внутристенные и проемные связи. Благодаря возведению в алтаре дополнительных арок восточные компартименты храма фактически превратились в монолит, воспринимающий значительную часть нагрузки от колоссальных барабанов. Соответственно, появилась возможность возвести в центральной и западной частях собора относительно тонкие круглые столпы, что создало ощущение цельности («зальности») и лёгкости конструкции.
Возводить стены начали уже в 1475 году, тогда же поставили внутренние столбы, на которые должен был опираться свод. Скрытые алтарной преградой восточные квадратные столпы Успенского собора — полностью кирпичные. Круглые столпы также выполнены из кирпича, но облицованы белым камнем. Сами стены собора были выложены в полубутовой технике из белого камня.
Собор был закончен к 1477 году, хотя оставалась ещё внутренняя отделка, которая заняла ещё около двух лет. 15 августа 1479 года состоялось торжественное освящение собора.
Внешне Успенский собор очень близок к одноимённому собору во Владимире, который и был взят за образец, хотя отличается рядом архитектурных особенностей. Внутри же, впервые в русской архитектуре, огромный собор не был разделён на небольшие пространства, а, напротив, представал во всём объёме.
Роскошная живопись в основном была завершена ещё при жизни архитектора, а к 1515 году собор был полностью расписан изнутри. Росписи многократно обновлялись, а в 1914 году началась их реставрация под руководством учёных-исследователей.

#### Дальнейшая жизнь

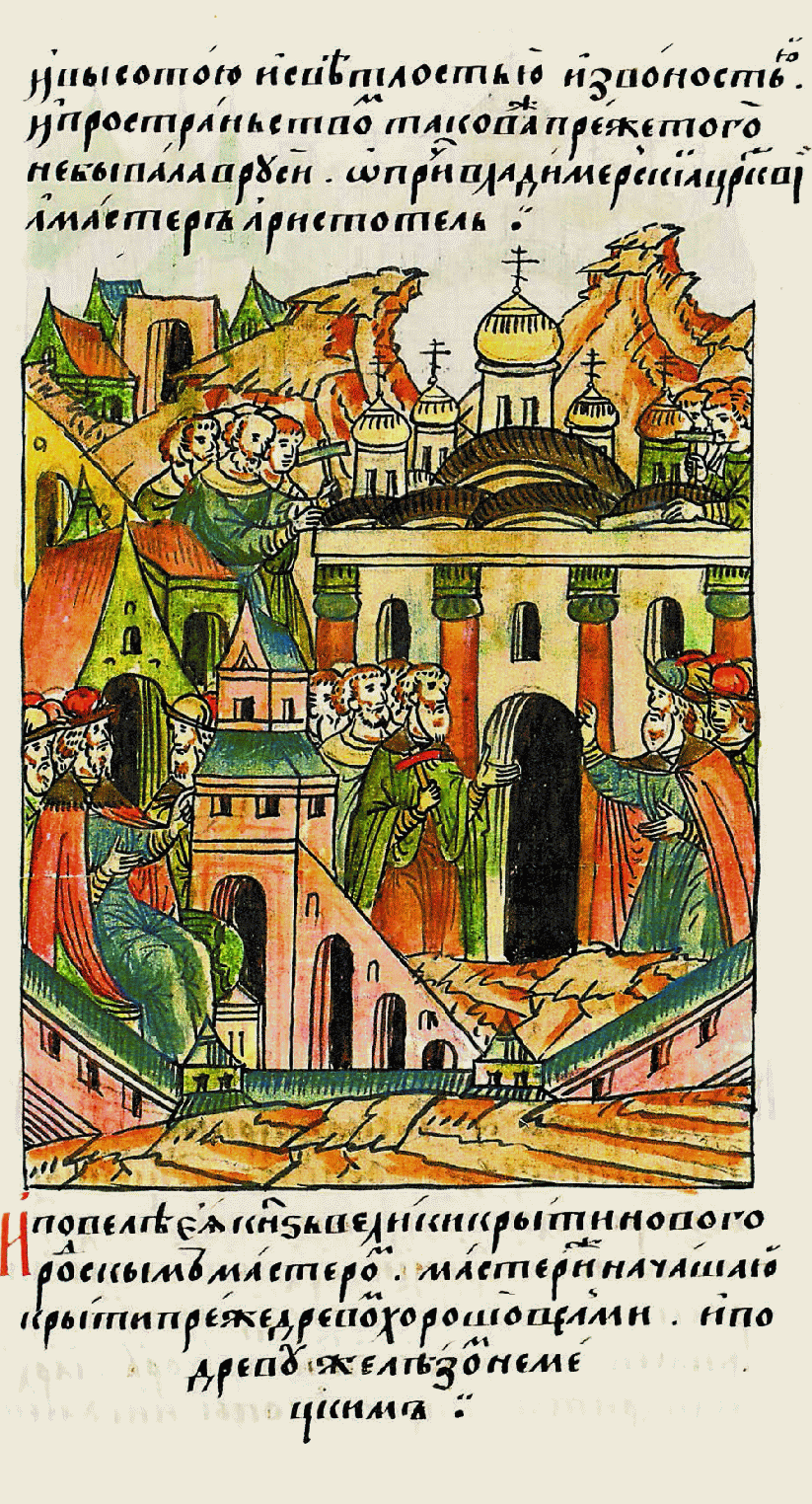
На миниатюре Лицевого свода

Кроме Успенского собора, Аристотель Фиораванти не строил других зданий на Руси, но есть основания полагать, что именно ему, знаменитому мастеру фортификационных работ, был заказан генеральный план новых стен и башен Кремля, которые планировалось возвести вместо старых, обветшавших белокаменных (в работе известного итальянского дипломата Амброджо Контарини чётко указывается на то, что весь город в 1476 году, в том числе и Кремль были исключительно деревянными изделиями). Также Аристотелю приписывают устройство Пушечного двора (он располагался на месте нынешней Пушечной улицы). Также молвой ему приписывалось создание тайного подземного хранилища на территории Московского Кремля для легендарной Библиотеки Ивана Грозного.
В 1478 году Фиораванти в качестве начальника артиллерии участвовал в походе Ивана III на Новгород, и во время этого похода навёл очень прочный понтонный мост через реку Волхов. После этого похода мастер хотел возвратиться в Италию, но Иван III не отпустил его, а, напротив, арестовал и посадил в тюрьму после попытки тайно уехать. Но долго держать Фиораванти в тюрьме он не мог себе позволить, так как в 1482 году намечался поход на Казань, где инженер был необходим. После похода на Тверь в 1485 году имя Аристотеля Фиораванти больше не встречается в летописях; нет и свидетельств о его возвращении на родину. Вероятно, вскоре он умер.

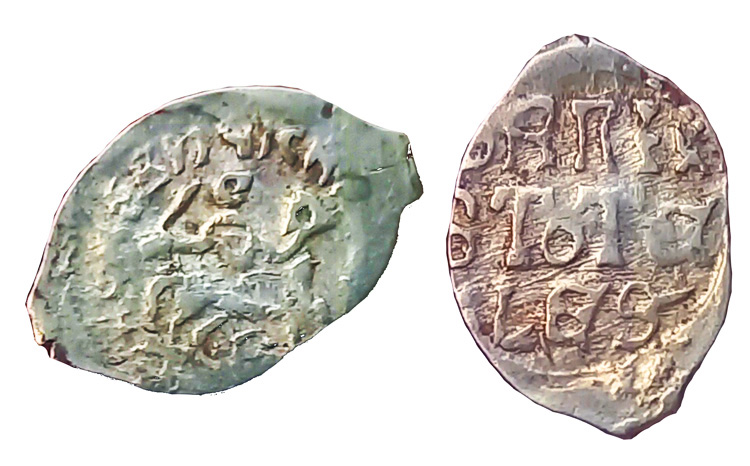
Иван III. Денга-московка с именем Аристотеля

## В культуре
В кинематографе
- «Рюриковичи. История первой династии» (2019; Россия) — документальная драма, режиссёр Максим Беспалый, в роли Фиораванти — Александр Баргман.